# Bandeira do Sul
Bandeira do Sul est une municipalité brésilienne de l'État du Minas Gerais et la microrégion de Poços de Caldas.